# 612477 Csörgeierika
612477 Csörgeierika è un asteroide della fascia principale. Scoperto nel 2002, presenta un'orbita caratterizzata da un semiasse maggiore pari a 3,2034113 au e da un'eccentricità di 0,1618808, inclinata di 1,92132° rispetto all'eclittica.